# Balogh Rózsa
Balogh Rózsa (Budapest, 1927. december 20. – Budapest, 1998. január 29.) magyar színésznő, a kecskeméti Katona József Színház örökös tagja.

## Életpályája
Az Országos Színészegyesület Színészképző Iskolájában végzett 1946-ban. Pályáját a debreceni Csokonai Színházban kezdte, majd a Miskolci Nemzeti Színházhoz szerződött, ahol Somlay Artúr oldalán Thornton Wilder: A mi kis városunk Emilyjével aratott emlékezetes sikert. 1949-től Kecskeméten játszott. 1955-től a Szegedi Nemzeti Színház, 1959-től a szolnoki Szigligeti Színház színésznője volt. 1962-től ismét a kecskeméti Katona József Színház társulatának művésznője volt. Nyugdíjasként is foglalkoztatták és a társulat örökös tagja közé is beválasztották.

## Fontosabb színpadi szerepei
- William Shakespeare: Hamlet... Ophélia
- William Shakespeare: Minden jó, ha vége jó... Egy firenzei özvegyasszony
- Carlo Goldoni: A chioggiai csetepaté... Libera
- Fjodor Mihajlovics Dosztojevszkij: Két férfi az ágy alatt... Tyerentyevna
- Nyikolaj Vasziljevics Gogol: A revizor... Marja Antonovna
- Ilf és Petrov: Heves érzelem... Szegegyillja Markovna
- Alekszandr Szergejevics Gribojedov: Az ész bajjal jár... Tugouhovszkij felesége
- Valentyin Petrovics Katajev: Bolond vasárnap... Sznobkó
- Thornton Wilder: A mi kis városunk... Emily
- Friedrich Schiller: Ármány és szerelem... Millerné
- Friedrich Dürrenmatt: A milliomosnő látogatása... Ill felesége
- Jean Anouilh: Becket, vagy Isten becsülete... Az Anyakirályné
- Jaroslav Hašek: Svejk a hátországban... Müllerné
- Tadeusz Różewicz: Fehér házasság... Néni
- William Somerset Maugham: Imádok férjhez menni... Mrs. Shuttleworth
- Oscar Wilde: A kísértet házhoz jön... Virginia, Sir Simon unokahúga
- Guy de Maupassant – Franz Gribitz – Therese Angeloff – Peter Kreuder: Bel Ami... Adrienne, Clermont felesége
- Szigligeti Ede: Liliomfi... Mariska; Szomszédasszony
- Szigligeti Ede – Tabi László: Párizsi vendég... Adelaid, az alispán felesége; Babette, komorna
- Vörösmarty Mihály: Csongor és Tünde... Ilma
- Csiky Gergely: A nagymama... Szerémy grófné; Márta
- Nóti Károly: Nyitott ablak... Erzsi, szakácsnő
- Gárdonyi Géza: Ida regénye... Ida
- Móricz Zsigmond: Légy jó mindhalálig... Török néni
- Móricz Zsigmond: Nem élhetek muzsikaszó nélkül... Pólika
- Illyés Gyula: Tűvé-tevők... Örömanya
- Németh László: Villámfénynél... Asszony
- Németh László: Az írás ördöge... Weidenhofferné
- Molnár Ferenc: Doktor úr... Sárkányné
- Molnár Ferenc: A testőr... A páholyosnő
- Sarkadi Imre: Elveszett paradicsom... Éva
- Hubay Miklós: Én vagyok Ravelszki... Ápolónő
- Bárány Tamás: A fiam nem a lányom... Éva
- Sós György: Pettyes... Annus
- Halász Rudolf: Szamárlétra... Angela
- Török Rezső: A gyerekeket a gólya hozza... Flóra
- Török Rezső – Zoltán Pál: Péntek Rézi... Clementina, az árvaház igazgatónője
- Jékely Zoltán: Mátyás király juhász... A juhász anyja
- Kállai István: Majd a papa... Éva
- Benedek András – Móricz Zsigmond: Pacsirtaszó... Böske
- H. Márjás Magda: Nyiss ajtót, ha kopogtatnak... Erzsi
- Sólyom László: Nőgyűlölő... Júlia, lelkes harcos
- Madách Imre: Az ember tragédiája... Éva anyja
- Hervé: Nebáncsvirág... Denise
- Carl Zeller: Madarász... Milka
- Johann Strauss: Egy éj Velencében... Barbara, a szenátor hitvese
- Jacques Offenbach: Orfeusz... Ámor
- Jacques Offenbach: A gerolsteini nagyhercegnő... Krisztina
- Huszka Jenő: Gül Baba... Zulejka
- Huszka Jenő: Mária főhadnagy... Brigitta
- Kálmán Imre: Csárdáskirálynő... Cecília
- Kálmán Imre: Marica grófnő... Lenke
- Kálmán Imre: Cigányprímás... Colette de Commercy grófnő
- Kálmán Imre: Ördöglovas... Anina Miramonti táncosnő
- Lehár Ferenc: A mosoly országa... Mi, Szu-Csong húga
- Lehár Ferenc: Luxemburg grófja... Juliette
- Farkas Ferenc: Csínom Palkó... Éduska
- Fazekas Mihály: Ludas Matyi... Lidi
- Zerkovitz Béla: Csókos asszony... Katóka
- Eisemann Mihály: Én és a kisöcsém... Vadász Frici
- Eisemann Mihály: Egy csók és más semmi... Teca
- Fényes Szabolcs – Békeffi István: Rigó Jancsi... Mariska
- Schönthan testvérek – Kellér Dezső – Horváth Jenő – Szenes Iván: A szabin nők elrablása... Róza; Irma, Szilvási felesége
- Behár György: Éjféli randevú... Bambina, komédiás
- Ábrahám Pál: Bál a Savoyban... La Tangolita, táncosnő
- Jacobi Viktor: Sybill... Nagyhercegnő; Sarah, zongoraművésznő
- Jacobi Viktor: Viktória... Ah-Wong
- Szirmai Albert – Bakonyi Károly – Gábor Andor: Mágnás Miska... Rolla
- Dale Wasserman – Mitch Leigh: La Mancha lovagja... A házvezetőnő
- Carlo Lombardo: Három grácia... Marietta
- Alekszej Nyikolajevics Tolsztoj: Rakéta... Ljuba, Hrusztakov húga
- Jerzy Jurandot – Tabi László: Sportol az asszony... Kovácsi Magda
- Jurij Szergejevics Miljutyin: Nyugtalan boldogság... Tánja
- Brandon Thomas: Charley nénje... Donna Rita Rosanna
- Gian Paolo Callegari: Megperzselt lányok... Marcella, Gerattiék lánya, még nincs 21 éves
- Alexander Stein: Verzió... Kékpillantású
- Dario Niccodemi: Tacskó... Emilia
- Pancso Pancsev: Medveölő... Anga anyó
- Vlagyimir Gubarjov: Szarkofág... Klava néni
- Paul Burkhard: Tűzijáték... Az anya

## Filmek, tv
- Mephisto (1981)